# Antoni Trias i Pujol
Antoni Trias i Pujol (Badalona, Barcelonès 1892 - Santa Cristina d'Aro, Baix Empordà 1970) fou un metge cirurgià català, germà de Joaquim Trias i Pujol, amb qui va fundar la Revista de Cirurgia de Barcelona.

## Biografia
Es doctorà en Medicina a la Universitat de Barcelona el 1917, on hi fou professor auxiliar alhora que treballava a l'Hospital Clínic de Barcelona. El 1920-1927 fou catedràtic de cirurgia quirúrgica a la Universitat de Salamanca, i el 1927 ho fou a la de Barcelona. Organitzà el servei de l'Hospital Clínic amb criteris moderns i prestà una gran atenció a l'anestèsia (amb Josep Miquel), la cirurgia toràcica (amb Lluís Sayé i Caralps), la neurocirurgia (amb Adolfo Ley Gracia) i l'angiocirurgia (amb Bel·larmí Rodríguez i Arias). Durant la Segona República Espanyola fou un dels promotors de la Universitat Autònoma de Barcelona on hi organitzà la facultat de medicina amb August Pi i Sunyer, i el 1933 fou president de la comissió permanent de l'Escola d'Infermeres de la Generalitat de Catalunya. Fou un dels iniciadors de les operacions a tòrax obert, i practicà les primeres toracoplàsties selectives en neurocirurgia i cirurgia vascular.
Participà en els fets del sis d'octubre del 1934 i per això fou empresonat al vaixell Uruguay. Alliberat el 1936, fins al 1938 presidí l'Acadèmia de Ciències Mèdiques de Catalunya i Balears, fou membre de l'Institut d'Estudis Catalans i vocal del Consell de Cultura. L'any 1939 s'exilià a Bogotà (Colòmbia), on exercí la cirurgia. Malgrat el seu interès mai va poder exercir la docencia universitaria. Fou president de la Comunitat Catalana de Colòmbia, adscrita al Consell Nacional de Catalunya de Londres (1939-1945). Presidí la comissió organitzadora dels Jocs Florals de Bogotà (1945) i formà part de diverses organitzacions científiques internacionals com la Société Internationale de Chirurgie, la Royal Society of Medicine, o la Society of Tuberculose. També es va adherir a la Conferència Nacional Catalana. Tornà a Catalunya en la dècada del 1950 i fou membre corresponent de l'Institut d'Estudis Catalans.
En honor d'ell i el seu germà Joaquim el principal centre hospitalari de Badalona porta el nom d'Hospital Germans Trias i Pujol. Es pare de Ramon Trias i Fargas.

## Obres
- Comentaris sobre l'ensenyament de la medicina (1966)